# 1900년 하계 올림픽 덴마크 선수단
1900년 하계 올림픽 덴마크 선수단은 프랑스 파리에서 개최된 1900년 하계 올림픽에 참가한 올림픽 덴마크 선수단이다. 5개 종목에 선수 13명이 참가하였다.

## 메달 집계

### 종목별 메달 집계
| 종목 |   |   |   | 합계 |
| 사격 | 1 | 3 | 0 | 4    |
| 수영 | 0 | 0 | 1 | 1    |
| 육상 | 0 | 0 | 1 | 1    |
| 합계 | 1 | 3 | 2 | 6    |

### 메달리스트
| 메달 | 선수                   | 종목 | 세부 종목                | 날짜     |
| ---- | ---------------------- | ---- | ------------------------ | -------- |
|      | 라스 요르겐 매드슨     | 사격 | 남자 300m 자유소총 입사  | 8월 5일  |
|      | 안데르스 페테르 니엘센 | 사격 | 남자 300m 자유소총 복사  | 8월 5일  |
|      | 안데르스 페테르 니엘센 | 사격 | 남자 300m 자유소총 슬사  | 8월 5일  |
|      | 안데르스 페테르 니엘센 | 사격 | 남자 300m 자유소총 3자세 | 8월 5일  |
|      | 에른스트 슐트          | 육상 | 남자 400m                | 7월 16일 |
|      | 피터 뤼케베르          | 수영 | 남자 잠영                | 8월 12일 |

## 사격

### 소총 사격
| 선수                                                                                     | 세부 종목            | 점수 | 순위 |
| 라스 요르겐 매드슨                                                                       | 300m 자유소총 복사   | 301  | 16   |
| 라스 요르겐 매드슨                                                                       | 300m 자유소총 슬사   | 299  | 8    |
| 라스 요르겐 매드슨                                                                       | 300m 자유소총 입사   | 305  | 1    |
| 라스 요르겐 매드슨                                                                       | 300m 자유소총 3자세  | 905  | 5    |
| 라우리스 옌센 키베르                                                                     | 300m 자유소총 복사   | 273  | 27   |
| 라우리스 옌센 키베르                                                                     | 300m 자유소총 슬사   | 271  | 22   |
| 라우리스 옌센 키베르                                                                     | 300m 자유소총 입사   | 238  | 28   |
| 라우리스 옌센 키베르                                                                     | 300m 자유소총 3자세  | 782  | 28   |
| 비고 옌센                                                                                | 300m 자유소총 복사   | 308  | 10   |
| 비고 옌센                                                                                | 300m 자유소총 슬사   | 290  | 13   |
| 비고 옌센                                                                                | 300m 자유소총 입사   | 277  | 11   |
| 비고 옌센                                                                                | 300m 자유소총 3자세  | 875  | 15   |
| 악셀 크리스텐센                                                                          | 300m 자유소총 복사   | 261  | 30   |
| 악셀 크리스텐센                                                                          | 300m 자유소총 슬사   | 260  | 26   |
| 악셀 크리스텐센                                                                          | 300m 자유소총 입사   | 261  | 21   |
| 악셀 크리스텐센                                                                          | 300m 자유소총 3자세  | 782  | 28   |
| 안데르스 페테르 니엘센                                                                   | 300m 자유소총 복사   | 330  | 2    |
| 안데르스 페테르 니엘센                                                                   | 300m 자유소총 슬사   | 314  | 2    |
| 안데르스 페테르 니엘센                                                                   | 300m 자유소총 입사   | 277  | 11   |
| 안데르스 페테르 니엘센                                                                   | 300m 자유소총 3자세  | 921  | 2    |
| 라스 요르겐 매드슨 라우리스 옌센 키베르 비고 옌센 악셀 크리스텐센 안데르스 페테르 니엘센 | 300m 자유소총 단체전 | 4265 | 4    |

## 수영
| 선수          | 세부 종목 | 예선 | 예선 | 결선  | 결선 |
| 선수          | 세부 종목 | 기록 | 순위 | 기록  | 순위 |
| 피터 뤼케베르 | 잠영      |      |      | 147.0 | 3    |

## 육상
트랙 경기
| 선수                  | 세부 종목 | 예선 | 예선 | 준결선    | 준결선    | 패자부활전 | 패자부활전 | 결선      | 결선      |
| 선수                  | 세부 종목 | 기록 | 순위 | 기록      | 순위      | 기록       | 순위       | 기록      | 순위      |
| 에른스트 슐트         | 400m      | 불명 | 2 Q  |           |           |            |            | 불명      | 3         |
| 요하네스 간딜         | 100m      | 불명 | 3    | 진출 실패 | 진출 실패 | 진출 실패  | 진출 실패  | 진출 실패 | 진출 실패 |
| 크리스티안 크리스텐센 | 800m      | 불명 | 5    |           |           |            |            | 진출 실패 | 진출 실패 |
| 크리스티안 크리스텐센 | 1500m     |      |      |           |           |            |            | 불명      | 불명      |

필드 경기
| 선수              | 세부 종목  | 예선  | 예선 | 결선      | 결선      |
| 선수              | 세부 종목  | 기록  | 순위 | 기록      | 순위      |
| 샤를레스 빈클레르 | 원반던지기 | 32.50 | 8    | 진출 실패 | 진출 실패 |
| 샤를레스 빈클레르 | 포환던지기 | 10.76 | 10   | 진출 실패 | 진출 실패 |

## 줄다리기
| 팀   | 종목 | 결선   | 결선    | 순위 |
| 팀   | 종목 | 상대팀 | 결과    | 순위 |
| ---- | ---- | ------ | ------- | ---- |
| 혼성 | 남자 | 프랑스 | 승 불명 | 1    |

## 펜싱
| 선수                 | 세부 종목     | 예선 | 예선 | 예선 | 준준결선  | 준준결선  | 준준결선  | 패자부활전 | 패자부활전 | 패자부활전 | 준결선    | 준결선    | 준결선    | 순위 결정전 | 순위 결정전 | 순위 결정전 | 결선      | 결선      | 결선      |
| 선수                 | 세부 종목     | 승   | 패   | 순위 | 승        | 패        | 순위      | 승         | 패         | 순위       | 승        | 패        | 순위      | 승          | 패          | 순위        | 승        | 패        | 순위      |
| 옌스 페테르 베르텔센 | 마스터 플뢰레 | 불명 | 불명 | 불명 | 진출 실패 | 진출 실패 | 진출 실패 | 진출 실패  | 진출 실패  | 진출 실패  | 진출 실패 | 진출 실패 | 진출 실패 | 진출 실패   | 진출 실패   | 진출 실패   | 진출 실패 | 진출 실패 | 진출 실패 |

## 참고 자료
- Mallon, Bill (1998). 《The 1900 Olympic Games, Results for All Competitors in All Events, with Commentary》. Jefferson, North Carolina: McFarland & Company, Inc., Publishers. ISBN 0-7864-0378-0.